# Koprivnik v Bohinju
Koprivnik v Bohinju je naselje u slovenskoj Općini Bohinju. Koprivnik v Bohinju se nalazi u pokrajini Gorenjskoj i statističkoj regiji Gorenjskoj. 

## Stanovništvo
Prema popisu stanovništva iz 2002. godine naselje je imalo 214 stanovnika.